# Condado de Miravalle
Die Condado de Miravalle (Grafschaft von Miravalle) ist der spanisch-mexikanische Adelstitel, der Nachkommen von Tecuichpoch, der Tochter von Moctezuma II. Er wurde am 18. Dezember 1690 von Karl II. verliehen.
Der mexikanische Zweig konnte bis 1934 eine Apanage realisieren, während der spanische Zweig als Neustiftung mit Namensträgern in Granada existiert.
Eine Trägerin des Titels, María de las Mercedes Enríquez de la Luna del Mazo, war der Ursprung für den Namen der Colonia Condesa.